# Fervidicoccus
Genre
Espèces de rang inférieur
- Fervidicoccus fontis

Fervidicoccus est un genre d'archées de la famille des Fervidicoccaceae.